# 塗鴉小子
《漫画少年大乱斗》是1999年格鬥遊戲，由Treasure開發、艾尼克斯發行，對應PlayStation平台。遊戲畫面為全3D，玩家操縱蠟筆畫風角色格鬥。
日本雜誌《Fami通》打出26/40分，稱遊戲「雖然可以制訂戰略，但只要按鍵連打也能取勝，操作輕鬆到孩子都能享受」。